# Naftalene 1,2-diossigenasi
La naftalene 1,2-diossigenasi è un enzima appartenente alla classe delle ossidoreduttasi, che catalizza la seguente reazione:
naftalene + NADH + H+ + O2 ⇄ (1R,2S)-1,2-diidronaftalene-1,2-diolo + NAD+
Si tratta di un sistema enzimatico, contenente una reduttasi che è una ferro-zolfo flavoproteina (FAD), una ferro-zolfo ossigenasi, ed una ferredossina. Richiede Fe2+.